# Du Jing
Du Jing (chinesisch 杜婧; * 23. Juni 1984 in Anshan) ist eine chinesische Badmintonspielerin.

## Erfolge
Seit dem Gewinn der offenen Polnischen Meisterschaften 2004 steht das Duo Du Jing und Yu Yang im Damendoppel unter den ersten 10 der Weltrangliste. Danach erzielten sie erste Plätze bei den China Masters (2005), den  Asiatischen Meisterschaften und der Swiss Open (2006), den Opens in Russland, Hong Kong und Indonesien (2007), sowie den French Open, Korea Open und Singapur Open im Jahr 2008.
Bei den Olympischen Spielen 2008 gewann sie zusammen mit ihrer Partnerin Yu Yang die Goldmedaille im Doppel, als sie ihre koreanischen Gegnerinnen Lee/Lee mit 21:15 und 21:13 bezwangen. 2006 bei der Weltmeisterschaft errangen die beiden die Bronzemedaille. Alleine 2009 gewannen die beiden die China Masters,  den Macau Grand Prix, den Sudirman Cup und die Wilson Swiss Super Serie.

## Sportliche Erfolge
| Saison | Veranstaltung                    | Disziplin   | Platz | Name              |
| ------ | -------------------------------- | ----------- | ----- | ----------------- |
| 2002   | Weltmeisterschaften der Junioren | Damendoppel | 1     | Du Jing / Rong Lu |
| 2002   | Junioren-Asienmeisterschaft      | Damendoppel | 1     | Du Jing / Rong Lu |
| 2004   | China: Einzelmeisterschaften     | Damendoppel | 1     | Du Jing / Yu Yang |
| 2004   | Asienmeisterschaft               | Damendoppel | 2     | Du Jing / Yu Yang |
| 2004   | Thailand Open                    | Damendoppel | 2     | Du Jing / Yu Yang |
| 2004   | French Open                      | Damendoppel | 1     | Du Jing / Yu Yang |
| 2004   | Polish International             | Damendoppel | 1     | Du Jing / Yu Yang |
| 2005   | China Masters                    | Damendoppel | 1     | Du Jing / Yu Yang |
| 2006   | Weltmeisterschaft                | Damendoppel | 3     | Du Jing / Yu Yang |
| 2006   | Swiss Open                       | Damendoppel | 1     | Du Jing / Yu Yang |
| 2006   | Asienmeisterschaft               | Damendoppel | 1     | Du Jing / Yu Yang |
| 2007   | Indonesia Open                   | Damendoppel | 1     | Du Jing / Yu Yang |
| 2007   | Russian Open                     | Damendoppel | 1     | Du Jing / Yu Yang |
| 2007   | Hongkong Open                    | Damendoppel | 1     | Du Jing / Yu Yang |
| 2008   | All England                      | Damendoppel | 2     | Du Jing / Yu Yang |
| 2008   | French Open                      | Damendoppel | 1     | Du Jing / Yu Yang |
| 2008   | Olympia                          | Damendoppel | 1     | Du Jing / Yu Yang |
| 2008   | Korea Open                       | Damendoppel | 1     | Du Jing / Yu Yang |
| 2009   | China Masters                    | Damendoppel | 1     | Du Jing / Yu Yang |
| 2009   | Swiss Open                       | Damendoppel | 1     | Du Jing / Yu Yang |
| 2009   | Weltmeisterschaft                | Damendoppel | 3     | Du Jing / Yu Yang |
| 2010   | Malaysia Open                    | Damendoppel | 1     | Du Jing / Yu Yang |
| 2010   | All England                      | Damendoppel | 1     | Du Jing / Yu Yang |